# Liste ehemaliger Autokinos in Deutschland
Die Liste der ehemaligen Autokinos führt Autokinos auf, die zwischenzeitig geschlossen wurden.

## Autokinos mit regelmäßigem Spielbetrieb
Folgende ortsfeste Autokinos mit dauerhaftem, d. h. mindestens saisonalem, Spielbetrieb bestanden in der Vergangenheit und wurden inzwischen geschlossen:
| Name                             | Ort                              | Bundesland                                                                      | Standort                                   | Eröffnung 1          | Schließung 2                          | Bildwände                        | Autologen (Plätze)               | Heutige Nutzung                                                                               |
| -------------------------------- | -------------------------------- | ------------------------------------------------------------------------------- | ------------------------------------------ | -------------------- | ------------------------------------- | -------------------------------- | -------------------------------- | --------------------------------------------------------------------------------------------- |
| Altmark-Autokino Vielbaum        | Arendsee (Altmark)-Schrampe      | Sachsen-Anhalt                                                                  | Dorfstraße 25                              | 1993                 | 2012                                  | zwei Bildwände                   |                                  | teilweise rückgebaut/landwirtschaftlich genutzt                                               |
| Autokino Halbendorf              | Bad Muskau                       | Sachsen                                                                         | Halbendorfer Badestrand                    | 1999                 | 2007                                  |                                  |                                  |                                                                                               |
| Autokino Schlema                 | Bad Schlema                      | Sachsen                                                                         | Parkplatz Marktpassage                     | nach 1990            | 2008                                  |                                  |                                  |                                                                                               |
| Bärliner Autokino                | Berlin-Reinickendorf             | Berlin                                                                          | Kurt-Schumacher-Damm (Zentraler Festplatz) | 2015                 | 2019                                  | 198 m² (18 m × 11 m)             | 250                              | Umzug nach Nauen für 2019/2020 angekündigt, aber noch nicht erfolgt                           |
| Autokino Rudow                   | Berlin-Rudow                     | Berlin (West)                                                                   | Waltersdorfer Chaussee                     | 31. August 1967      | 31. Oktober 1982                      |                                  | ≈ 1000                           | abgerissen/überbaut                                                                           |
| Autokino Siemensstadt            | Berlin-Spandau                   | Berlin (West)                                                                   | Motardstraße 81–125                        | 24. September 1966   | November 1981                         | 450 m²                           | 1030                             | abgerissen/überbaut Heizkraftwerk Reuter West                                                 |
| Autokino Spandau                 | Berlin-Spandau                   | Berlin (West)                                                                   | Gewerbehof 11                              | 1973                 | 1976                                  |                                  | 262                              | abgerissen/überbaut                                                                           |
| Autokino Grams                   | Bitterfeld-Wolfen (Bobbau)       | Sachsen-Anhalt                                                                  | B 184                                      | 1996                 | 2004                                  |                                  |                                  |                                                                                               |
| Autokino Ruhrschnellweg          | Bochum-Wattenscheid              | Nordrhein-Westfalen                                                             | (Lage)                                     | 23. Oktober 1969     | 1996                                  | 540 m² (36 m × 15 m)             | 1000                             | renaturiert                                                                                   |
| Autokino Braunschweig            | Braunschweig                     | Niedersachsen                                                                   | Hamburger Straße 53 (Schützenplatz)        |                      | 2006                                  |                                  |                                  |                                                                                               |
| Autokino Stöckheim               | Braunschweig-Stöckheim           | Niedersachsen                                                                   | Senefelder Straße                          | 1982                 | 31. Dezember 1984                     |                                  |                                  |                                                                                               |
| Autokino Bremen                  | Bremen                           | Bremen                                                                          |                                            |                      |                                       |                                  |                                  |                                                                                               |
| Autokino Bruchhausen-Vilsen      | Bruchhausen-Vilsen               | Niedersachsen                                                                   | (Lage)                                     | 1. Juli 1977         | 1. November 1992                      | 540 m² (36 m × 15 m)             | 362                              | abgerissen/überbaut Wohnbebauung mit den neuen Straßen "Im alten Autokino" und "Zur Leinwand" |
| Autokino Delmenhorst             | Delmenhorst                      | Niedersachsen                                                                   | Reinersweg 20                              | 1971                 | 1992                                  | 540 m² (36 m × 15 m)             | 750                              | abgerissen/überbaut Baumarkt                                                                  |
| Autokino Bluno                   | Elsterheide-Bluno                | Sachsen                                                                         |                                            | 23. Oktober 1993     | 7. August 2007                        | 2 Bildwände                      | 400                              |                                                                                               |
| Autokino Berger Feld             | Gelsenkirchen-Buer               | Nordrhein-Westfalen                                                             | (Lage)                                     | 1968                 | 1990                                  | 540 m² (36 m × 15 m)             | 1086                             | 1991 mit Multiplex-Kino überbaut                                                              |
| DriveIn Autokino Hamburg         | Hamburg-Billbrook                | Hamburg                                                                         | (Lage)                                     | 30. September 1976   | 18. Juni 2003                         | 540 m² (36 m × 15 m)             | 800                              | abgerissen                                                                                    |
| Autokino Hannover Messe          | Hannover                         | Niedersachsen                                                                   | (Lage)                                     | 18. Juni 1969        | 27. August 1997                       | 540 m² (36 m × 15 m)             | 1200                             | Parkfläche der Hannover-Messe                                                                 |
| Autokino Itzehoe                 | Itzehoe                          | Schleswig-Holstein                                                              | (Lage)                                     | 1981                 | 31. Dezember 1984                     |                                  | 360                              | abgerissen/überbaut                                                                           |
| Autokino Kamenz                  | Kamenz                           | Sachsen                                                                         |                                            | 1999                 | 7. August 2007                        |                                  |                                  |                                                                                               |
| Autokino Kirchhorster See        | Kirchhorst (Gemeinde Isernhagen) | Niedersachsen                                                                   | (Lage)                                     | 13. September 1969   | 1992 Wiedereröffnung 2001 gescheitert | 540 m² (36 m × 15 m)             | 1000                             |                                                                                               |
| Autokino Pulheim                 | Pulheim bei Köln                 | Nordrhein-Westfalen                                                             | (Lage)                                     | 1969                 | Dezember 2002                         | eine Bildwand                    | 600                              | 2011 abgerissen/überbaut                                                                      |
| Autokino Ramstein                | Ramstein                         | Rheinland-Pfalz                                                                 | (Lage)                                     | 1978                 | 2007                                  | 600 m²                           | 1000                             | ?                                                                                             |
| Autokino Ramstein                | Ramstein                         | Rheinland-Pfalz                                                                 | (Lage)                                     | 1984                 | 2007                                  | ?                                | 100                              | ?                                                                                             |
| Minidomm-Autokino                | Ratingen                         | Nordrhein-Westfalen                                                             | (Lage)                                     | September 1969       | 31. Oktober 1992                      | 540 m² (36 m × 15 m)             | 1992: 522+82 1973: 602 1968: 700 | abgerissen/überbaut                                                                           |
| Autokino Mannheim-Friedrichsfeld | Mannheim-Friedrichsfeld          | Baden-Württemberg                                                               |                                            | 16. Juni 1968        | 29. März 1987                         | 540 m² (36 m × 15 m)             | 1000 davon 750 mit Heizung       | Spedition                                                                                     |
| Autokino Dachauer Straße         | München-Moosach                  | Bayern                                                                          | (Lage)                                     | 1968                 | 1986                                  | ?                                | ?                                | abgerissen/überbaut Erweiterung München Nord Rangierbahnhof                                   |
| Autokino Marienberg              | Nürnberg                         | Bayern                                                                          | (Lage)                                     | 7. Mai 1969          | 31. Dezember 2002                     | 540 m² (36 m × 15 m)             | 1000                             | abgerissen/überbaut                                                                           |
| Autokino "Bergisch Land"         | Schwelm                          | Nordrhein-Westfalen                                                             | (Lage)                                     | nach 18. August 1967 | 31. Januar 2006                       | 540 m² (36 m × 15 m) (Schätzung) |                                  | Asphaltmischwerk                                                                              |
| Autokino Main-Taunus             | Sulzbach (Taunus)                | Hessen                                                                          | (Lage)                                     | 31. Juli 1968        | 28. September 1994                    | 540 m² (36 m × 15 m)             | 1000                             | Ausweichparkplatz Main-Taunus-Zentrum                                                         |
| Autokino Zempow                  | Wittstock/Dosse                  | Bezirk Potsdam, Deutsche Demokratische Republik ab 3. Oktober 1990: Brandenburg | (Lage)                                     | 1977                 | 2016                                  | 220 m² (22 m × 10 m)             | 220                              | Floh-/Trödelmärkte                                                                            |